# Zambiaanse presidentsverkiezingen (2008)

De kiesdistricten gewonnen door Rupiah Banda zijn rood gekleurd, de districten gewonnen door Sata zijn groen gekleurd en de districten gewonnen door Hichilema zijn blauw gekleurd.

De Zambiaanse presidentsverkiezingen van 2008 werden op 30 oktober gehouden. Hij waren tussentijdse presidentsverkiezingen omdat Levy Mwanawasa, president sinds 2001 en herkozen in 2006, op 19 augustus 2008 was overleden op 59-jarige leeftijd. Rupiah Banda, de vicepresident werd na het overlijden van Mwanawasa interim-president in afwachting van nieuwe verkiezingen. De verkiezingen van 30 oktober werden gehouden voor het resterende deel van Mwanawasa's ambtstermijn.
Banda werd door de regeringspartij, de Movement for Multiparty Democracy (MMD) aangewezen als presidentskandidaat. Zijn tegenstrevers waren Michael Sata (Patriotic Front, Hakainde Hichilema (UPND) en Godrey Miyanda (Heritage Party).
| Kandidaat                         | Kandidaat                         | Partij                                | Stemmen   | %      |
| --------------------------------- | --------------------------------- | ------------------------------------- | --------- | ------ |
|                                   | Rupiah Banda                      | Movement for Multiparty Democracy     | 718.356   | 40,63  |
|                                   | Michael Sata                      | Patriotic Front                       | 683.150   | 38,64  |
|                                   | Hakainde Hichilema                | United Party for National Development | 353,018   | 19,96  |
|                                   | Godfrey Miyanda                   | Heritage Party                        | 13.683    | 0,77   |
| Ongeldige stemmen/ blanco stemmen | Ongeldige stemmen/ blanco stemmen | Ongeldige stemmen/ blanco stemmen     | 23.596    | 1,32   |
| Totaal                            | Totaal                            | Totaal                                | 1.791.806 | 100,02 |
| Geregistreerde kiezers/ opkomst   | Geregistreerde kiezers/ opkomst   | Geregistreerde kiezers/ opkomst       | 3.944.135 | 45,43  |
| Bron: AED, EISA Zambia            |                                   |                                       |           |        |

## Afbeeldingen

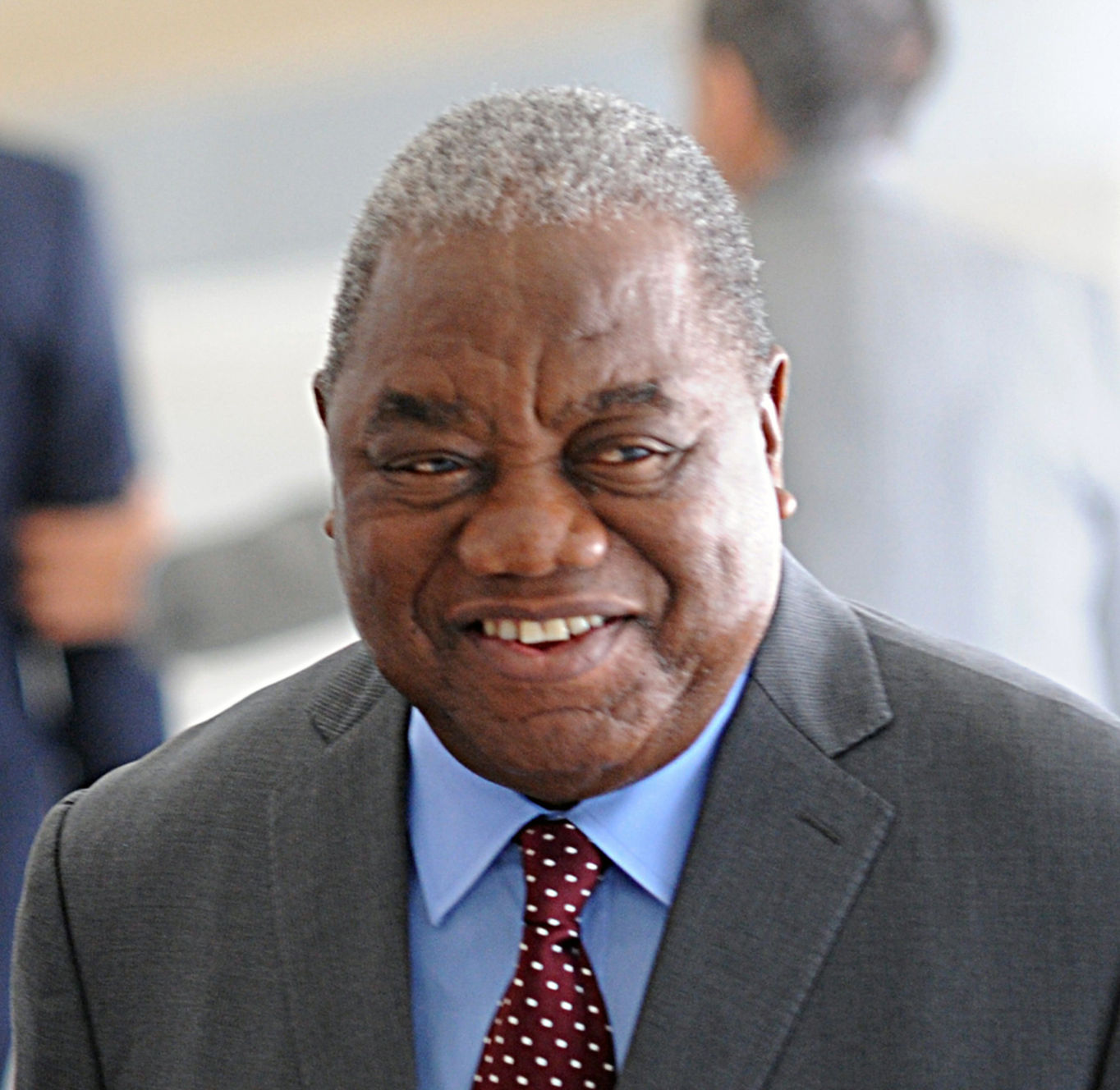
Rupiah Banda (MMD) won de presidentsverkiezingen met ruim 40,5% van de stemmen.
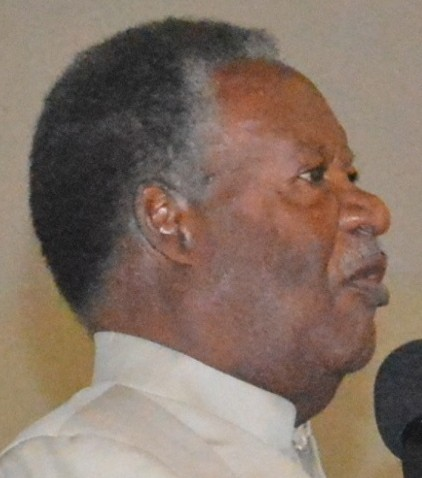
Michael Sata (PF) kreeg ruim 38,5% van de stemmen en verloor. Hij zou drie jaar later alsnog de presidentsverkiezingen winnen.

Presidentsverkiezingen: 1968 · 1973 · 1978 · 1983 · 1988 · 1991 · 1996 · 2001 · 2006 · 2008 · 2011 · 2015 · 2016 · 2021

Parlementsverkiezingen: 1968 · 1973 · 1978 · 1983 · 1988 · 1991 · 1996 · 2001 · 2006 · 2011 · 2016 · 2021

Referenda: 1969 · 2016